# Heliconius quirina
Heliconius quirina är en fjärilsart som beskrevs av Pieter Cramer 1775-1776. Heliconius quirina ingår i släktet Heliconius och familjen praktfjärilar. Inga underarter finns listade i Catalogue of Life.